# Linia kolejowa Kobylin – Legnica Północna

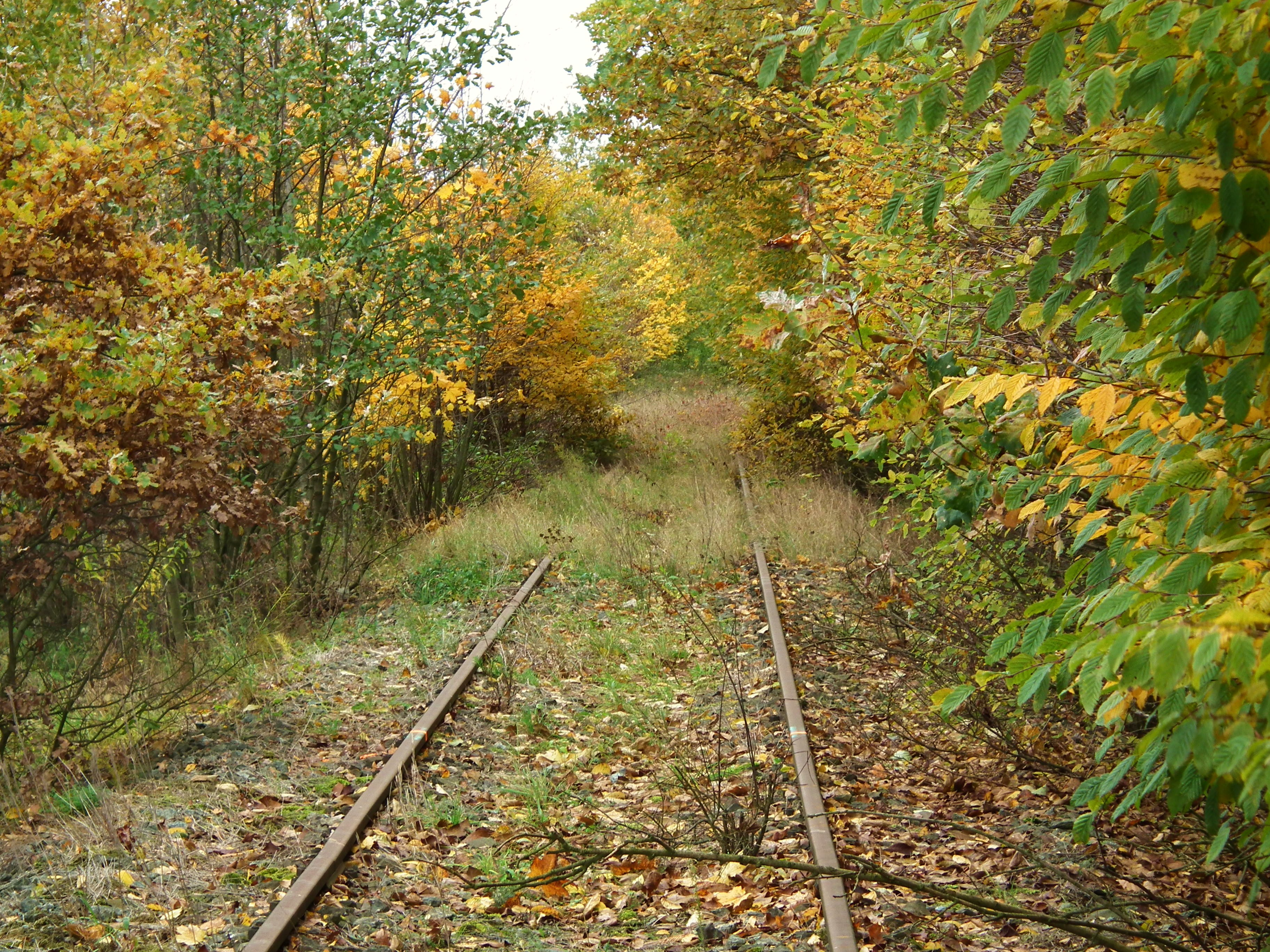
Pątnów Legnicki - widok w kierunku Prochowic

Linia kolejowa Kobylin – Legnica Północna (potocznie kobylinka) – Nieczynna linia kolejowa o długości 113,027 km, łącząca stację Kobylin ze stacją Legnica Północna.

## Historia
Linia została otwarta 5 lutego 1898 r. jako pierwsza w regionie linia prywatna Kolej Legnicko-Rawicka SA – Liegnitz-Rawitscher Eisenbahn AG. Została zamknięta dla ruchu pasażerskiego w 1991 roku (odcinek Rawicz - Legnica Północna), a w latach 1992–2000 zamykano kolejne odcinki dla ruchu towarowego.

## Stan obecny
Obecnie (2014 r.) linia jest oznaczona na odcinku Kobylin – Rawicz jako linia kolejowa nr 362, natomiast na odcinku Pątnów Legnicki – Legnica Północna (aktualnie nastawnia LG5 stacji Legnica) jako linia kolejowa nr 382. Odcinek Pątnów Legnicki – Rawicz jest nieczynny i został formalnie zlikwidowany. Ruch towarowy jest prowadzony sporadycznie na odcinku Legnica Północna - Pątnów Legnicki (wykorzystanie bocznicy do legnickiej elektrociepłowni).

## Opis linii
- Sposób wykorzystania: nieczynna
- Elektryfikacja:
  - niezelektryfikowana
- Szerokość toru: normalnotorowa
- Przeznaczenie linii:
  - pasażersko-towarowa

Obecnie wykorzystywany jest odcinek linii Miejska Górka – Rawicz w zakresie transportu do zakładu produkcyjnego.